# Д'Антркасто (протока)
43°13′00″ пд. ш. 147°17′00″ сх. д. / 43.216666666667° пд. ш. 147.28333333333° сх. д.
Д'Антркасто (англ. D'Entrecasteaux Channel) — протока між островами Бруні і Тасманія (Австралія). Омиває південно-східне узбережжя Тасманії. У протоку впадають річки Деруент і Г'юон. Протока впадає в Тасманове море в південній частині Тихого океану.

## Історія
Першим протоку побачив у 1642 році нідерландський мореплавець Абель Тасман, але він вважав, що це затока. У 1792 році тут висадився французький мореплавець Антуан Бруні Д'Антркасто, який уперше довів, що це протока. У 1-й половині XIX століття на берегах каналу діяли китобійні станції.